# Madisonville (Texas)
Madisonville település az Amerikai Egyesült Államok Texas államában, Madison megyében, melynek megyeszékhelye is. Lakosainak száma 4420 fő (2020. április 1.).

## Népesség
A település népességének változása:

| 2010 | 4 396 |
| 2020 | 4 420 |